# ريتشارد كروز
ريتشارد كروز (بالإنجليزية: Richard Kruse)‏ هو مبارز بالسيف بريطاني، ولد في 30 يوليو 1983 في لندن في المملكة المتحدة.

## وصلات خارجية
- ريتشارد كروز على موقع الاتحاد الدولي للمبارزة (الإنجليزية)
- ريتشارد كروز على موقع أوليمبيديا (الإنجليزية)
- ريتشارد كروز على موقع اللجنة الأولمبية البريطانية (الإنجليزية)